# (541992) Lukácsbéla
(541992) Lukácsbéla  es un asteroide perteneciente al cinturón de asteroides, descubierto el 27 de marzo de 2012 por Krisztián Sárneczky  desde la Estación Piszkéstető, en Hungría.

## Designación y nombre
Lukácsbéla se designó inicialmente como 2012 GE26.
Más adelante fue nombrado en honor a Béla Lukács (n. 1947) es un físico teórico húngaro cuyos intereses de investigación son principalmente la teoría de la relatividad y la cosmología. Es conocido por sus conferencias comprensibles, que también son interesantes para el profano. Fue el ganador del premio anual de comunicación científica de 2008 del Club de Periodistas Científicos Húngaros.

## Características orbitales
Lukácsbéla orbita a una distancia media del Sol de 2,795 ua, pudiendo acercarse hasta 2,411 ua y alejarse hasta 3,179 ua. Tiene una excentricidad de 0,137 y una inclinación orbital de 29,950° grados. Emplea en completar una órbita alrededor del Sol 1706,71 días.
Los próximos acercamientos a la órbita de Júpiter ocurrirán el 13 de septiembre de 2047, el 3 de enero de 2071 y el 20 de abril de 2094.

## Características físicas
Su magnitud absoluta es 16,75. 